# Карл Амадей Савойский (герцог Немурский)
Карл Амадей Савойский (фр. Charles-Amédée de Savoie; 12 апреля 1624[…], Париж — 30 июля 1652[…], Париж) — герцог Немурский и граф Женевы с 1641 года до своей смерти. Второй сын Генриха I Савойского и его жены Анны Лотарингской. Отец предпоследней герцогини Савойской и королевы Португалии.

## Биография
Его старший брат Людовик II умер бездетным в 1641 году, оставив герцогство Карлу Амадею.
Карл Амадей служил в армии Фландрии в 1645 году, а в следующем году командовал легкой кавалерией при осаде Кортрейка. В 1652 году он принял участие во Фронде и сражался в Блено и в Фобур-Сент-Антуан, где он был ранен.
11 июля 1643 года в Лувре он женился на Елизавете, мадемуазель де Вандом; она была дочерью Сезара, герцога Вандомского, узаконенного сына короля Франции Генриха IV от его любовницы Габриэль д’Эстре.
У Карла Амадея было несколько детей: две дочери, три сына и мертворождённый ребёнок (пол не известен). Выжили лишь две дочери:
- Мария Жанна Батиста Савойская, Мадемуазель де Немур (1644—1724), в 1665 году вышла замуж за Карла Эммануила II Савойского, оставила потомство[6].
- мертворождённый ребёнок
- Мария Франциска Елизавета Савойская, Мадемуазель де Омаль (1646—1683), была замужем за королём Португалии Афонсу VI (1666), а затем за младшим братом Афонсу, регентом Португалии Педру II, оставила потомство[6].
- Жозеф Савойский (1649)
- Франциск Савойский (1650)
- Карл Амадей Савойский (1651)

Карл Амадей был убит своим шурином, Франсуа де Бофором, на дуэли в 1652 году. Он был похоронен в соборе в Анси. Младший брат Карла Амадея, архиепископ Реймса Генрих, вынужден был вернуться к мирской жизни и принять на себя обязанности герцога Немурского.